# Kepler-78b
Kepler-78b (anteriormente conocido como KIC 8435766 b) es un exoplaneta en órbita alrededor de la estrella Kepler-78, en la constelación de Cygnus, a 172,2 años luz de distancia.

## Características
Kepler-78b es un planeta cuyo tamaño es ligeramente mayor que el de la Tierra. Orbita alrededor de su sol en una órbita de solo 8,5 horas y refleja del 20% a 60% de la luz que recibe de él. Su masa está acotada a no más de 8 masas terrestres, pero se espera que la masa real sea mucho menor. La temperatura en el lado diurno del planeta asciende a valores entre 2300 y 3100 K, mientras que la temperatura del otro lado sigue siendo desconocida.

## Descubrimiento
Este planeta fue descubierto en 2013 mediante el análisis de datos del telescopio espacial Kepler. El planeta fue encontrado no solo por los tránsitos por delante de su estrella, sino que también se detectaron su ocultación y la luz reflejada de la estrella debido a las fases orbitales. No tiene objeto de designación Kepler de interés como el análisis de datos automática faltado este planeta debido a su corto período.